# Myrmica serica
Myrmica serica är en myrart som beskrevs av Wheeler 1928. Myrmica serica ingår i släktet rödmyror, och familjen myror. Inga underarter finns listade i Catalogue of Life.